# Kuttsukiboshi
Kuttsukiboshi (яп. くっつきぼし Кутцукибоси, русск. «Звёзды, сияющие вместе») — двухсерийное OVA сценариста и режиссёра Наои Исикавы, музыку к которому написал Сюнсукэ Морита. Первый OVA, официальный релиз которого состоялся 16 августа 2010, впервые был представлен на 78 стенде ярмарки «Комикет» того же года. Вторая часть вышла 11 мая 2012 года.

## Сюжет
1 часть
Киико Каваками — девушка, обладающая способностью к телекинезу, о чём знает только её одноклассница Аая Сайто, которая, к тому же, влюблена в неё. У них развиваются романтические отношения. Но однажды зайдя в дом подруги, Киико обнаруживает её занимающейся сексом со старшим братом.
2 часть
Аае сообщают, что её брат умер. Киико оказывается на несколько дней в плену Ааи, где последняя пытается её домогаться. На расспросы о случившемся Аая не отвечает, а позже, не придя в школу, заявляет Киико, что улетает. После их последнего занятия любовью Киико читает воспоминания Ааи. Оказывается, у её брата обнаружили опухоль, что вряд ли можно исправить. Он просит сестру вступить с ним в интимную связь, на что она соглашается, лишь бы как-нибудь ему помочь. Затем Киико просыпается в пустой квартире и читает последнее смс от возлюбленной — та просит закрыть дверь. Аая сжимает расцепленную звёздочку в туалете самолёта. Способности Киико достигают апогея — в чувствах она заставляет двигаться все предметы вокруг неё, а затем телепортируется в туалет самолёта, падая на Ааю. Они выясняют отношения, а затем признаются друг другу в любви, затем оказываются за бортом самолёта, а потом падают в море. Выплыв на берег, они обнаруживают, что потеряли звёздочки. Аая признаётся, что заказала их через Интернет (в это время показана страница заказа — написано, что тот, кто их расцепит, окажется в мире своей мечты). Они смотрят на небо и понимают, что они в другом мире. Киико говорит, что заглянула в будущее, где они с Ааей всегда будут вместе.

## Персонажи
- Киико Каваками (яп. 川上紀衣子 Каваками Киико)

Сэйю — Асами Имаи
Темноволосая одноклассница и подруга Ааи Сайто, в которую влюблена, но не решается сказать об этом. После аварии она получила некоторые мистические способности, в том числе телекинез.
- Аая Сайто (яп. 斉藤亜綾 Сайто: Аая)

Сэйю — Мику Иссики
Светловолосая девушка. Одноклассница и подруга Киико, любящая проводить «эксперименты» с её силами, и тайно влюблённая в неё. Проживает со своим братом, с которым у девушки сложились интимные отношения.
- Кота Сайто (яп. 斉藤 康太 Сайто: Ко:та)

Сэйю — Наоки Косида
Старший брат Ааи, имеющий с ней половую связь. В жизни же он известный пианист.